# Anders Østergaard
Anders Østergaard (* 1965 in Kopenhagen, Dänemark) ist ein dänischer Filmregisseur und Drehbuchautor.

## Leben
Anders Østergaard konzentriert sich ausschließlich auf das Genre des Dokumentarfilms. Neben Dokumentationen für das Kino dreht er auch Dokumentarfilme für das Fernsehen, von denen der überwiegende Anteil auf von ihm geschriebenen Drehbüchern basiert. 2006 wurde er mit dem Erik Ballings Reisestipendium ausgezeichnet, für sein Verdienst um den dänischen Film, das ein Preisgeld von 50.000 Kronen beinhaltet. Sein bislang erfolgreichstes Werk ist der gemeinsam mit Lise Lense-Møller produzierte Film Burma VJ – Berichte aus einem verschlossenen Land über das Land Burma. Für den Film war Østergaard 2010 für den Oscar für den besten Dokumentarfilm nominiert, der letztlich an Die Bucht ging.

## Filmografie
In folgenden Filmen führte Anders Østergaard Regie:
- 1996: Gensyn med Johannesburg
- 1999: Trollkarlen – en film om Jan Johansson
- 2000: Fra asken i ilden
- 2001: Malaria!
- 2002: Brødre i ånden
- 2003: Tintin et moi (in der Hauptrolle Numa Sadoul, Autor des gleichnamigen Buches)
- 2004: Diplomatiets fortrop
- 2006: Gasolin
- 2008: Burma VJ – Berichte aus einem verschlossenen Land (VJ: Reporter i et lukket land)
- 2008: Så kort og mærkeligt livet er
- 2014: 1989
- 2019: Winterreise (Vinterrejse)